# Alfred B. Kittredge
Alfred B. Kittredge (Nelson, 1861. március 28. – Hot Springs, 1911. május 4.) az Amerikai Egyesült Államok szenátora (Dél-Dakota, 1901–1909).